# MRT (Bangkok)
Le Metropolitan Rapid Transit, abrégé MRT, est un réseau de transport en commun métropolitain desservant l'agglomération de Bangkok, capitale de la Thaïlande, ainsi que ses provinces voisines. Le réseau en cours de prolongement compte actuellement quatre lignes : deux lignes de métro sur rail que sont la ligne bleue et la ligne violette et deux lignes de monorail que sont les lignes jaune et rose. D'autres lignes sont en cours de construction, comme la ligne orange (ligne de métro) ou la ligne marron (ligne de monorail suspendu).

## Lignes
Le projet, retardé de plusieurs années à cause de la crise asiatique de 1997, est extrêmement ambitieux, le sous-sol de la capitale thaïlandaise étant saturé d'eau.
Deux lignes sont initialement projetées dont l'exploitation est confiée à la MRTA (Mass Rapid Transit Authority of Thailand) : la ligne bleue et la ligne violette.

### Récapitulatif
| Ligne                  | Ouverture                                                                 | Terminus         | Terminus                | Long.Longueur (km) | NbNombre de stations | Type     | Tracé |
| ---------------------- | ------------------------------------------------------------------------- | ---------------- | ----------------------- | ------------------ | -------------------- | -------- | ----- |
| Lignes en exploitation |                                                                           |                  |                         |                    |                      |          |       |
| Bleue                  | 3 juillet 2004                                                            | Lak Song         | Tao Pun                 | 47                 | 30                   | Métro    |       |
| Violette               | 6 août 2016                                                               | Khlong Bang Phai | Tao Pun                 | 23.6               | 16                   | Métro    |       |
| Jaune                  | 19 juin 2023                                                              | Lat Phrao        | Samrong                 | 28.7               | 23                   | Monorail |       |
| Rose                   | 21 novembre 2023                                                          | Min Buri         | Nonthaburi Civic Center | 34.5               | 30                   | Monorail |       |
| Lignes en construction |                                                                           |                  |                         |                    |                      |          |       |
| Orange                 | Prévue pour 2025 (premiere phase), puis 2027 pour la totalité de la ligne | Bang Khun Non    | Yaek Rom Khlao          | 35.86              | 29                   | Métro    |       |

### Ligne bleue

#### Caractéristiques

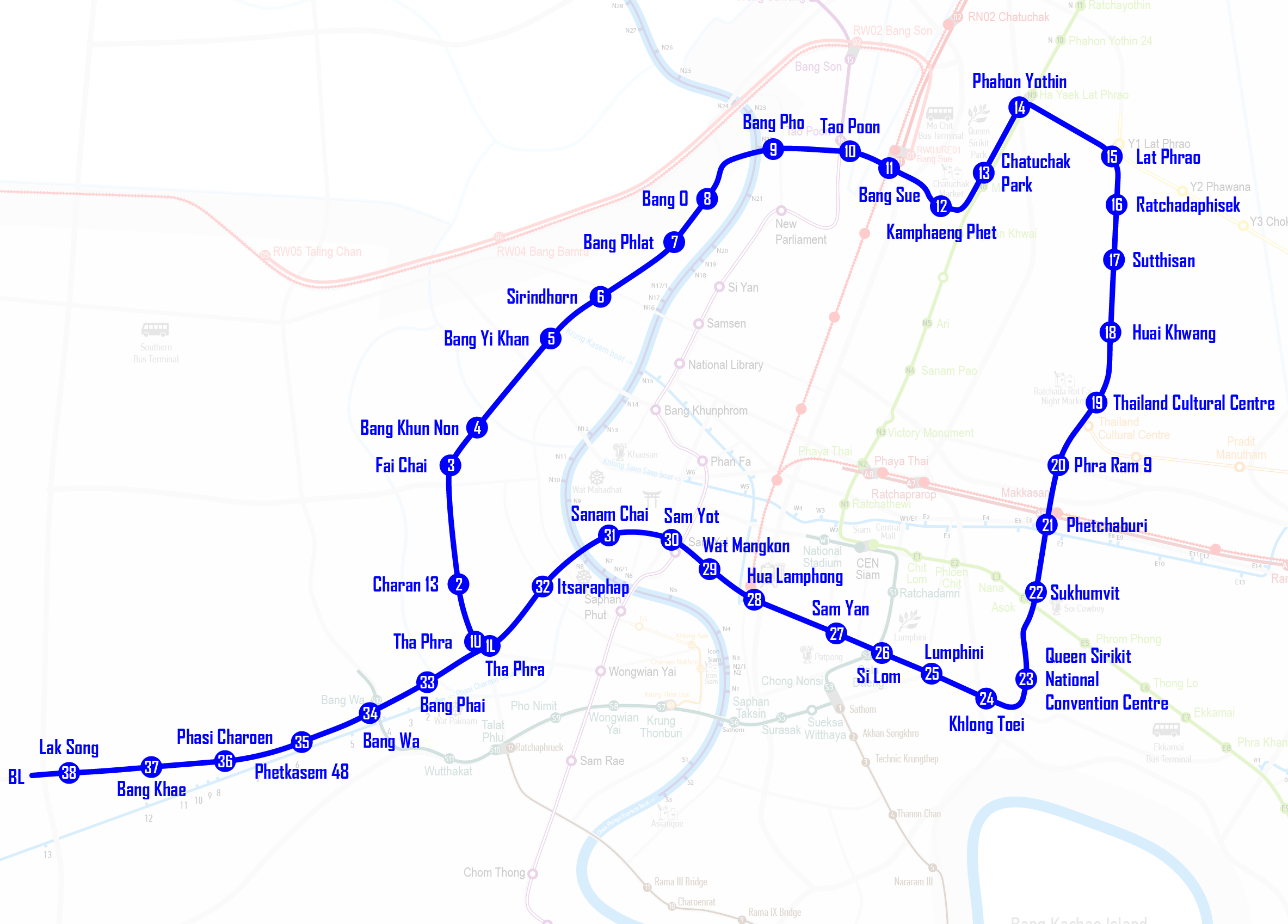
Carte de la ligne

La ligne bleue est inaugurée en 2004. C'est la première ligne du métro souterrain ouverte au public. Un investissement de 2,8 milliards de $ est réalisé.
Le percement du tunnel de la ligne bleue commence en 1998 et se termine en janvier 2001. Alstom est très impliqué dans le chantier du métro avec ses 1000 employés locaux, assurant la pose des voies et du système de ventilation pour 100 millions d'euros (4 milliards de bahts). Mais c'est Siemens qui rafle le contrat de 350 millions d'euros (19 milliards de bahts) pour la livraison de 19 trains de 3 wagons. Les trains, fabriqués a Vienne, sont issus de la gamme Siemens Modular Metro.
Du 13 au 18 avril 2004, la Bangkok Metro Company ouvre exceptionnellement la ligne sur 9 des 18 stations pour permettre au public de la découvrir.
La ligne bleue est dans sa totalité ouverte au public le 3 juillet 2004 et compte à cette époque 18 stations.
À l'origine, la ligne bleue relie la gare ferroviaire de Hua Lamphong à la gare Bang Sue et est longue de 20 km ; et il est prévu de la prolonger au nord de 12 km et au sud de 14 km.
Le 11 août 2017, la ligne bleue est prolongée de une station au Nord et assure la correspondance avec la ligne violette à la station Tao Pun (peut aussi être écrit Tao Poon).
Du 13 août au 21 septembre 2019, la ligne bleue est progressivement prolongée à l'Ouest de la gare ferroviaire de Hua Lamphong à la station Lak Song
Conjointement à l'extension de la ligne en 2019, 35 nouveaux trains de 3 voitures sont livrés par Siemens et rejoignent les 19 trains existants.

#### Exploitation
Propriété de la MRTA (Mass Rapid Transit Authority of Thailand), autorité organisatrice des transports en commun, l'exploitation est concédée à l'entreprise BEM (Bangkok Expressway and Metro).

#### Stations
| Code | Nom en anglais                           | Correspondances                                                                      |
| ---- | ---------------------------------------- | ------------------------------------------------------------------------------------ |
| -U   | Tha Phra                                 | Ligne bleue (section sud)                                                            |
|      | Charan 13                                |                                                                                      |
|      | Fai Chai                                 |                                                                                      |
|      | Bang Khun Non                            |                                                                                      |
|      | Bang Yi Khan                             |                                                                                      |
|      | Sirindhorn                               |                                                                                      |
|      | Bang Phlat                               |                                                                                      |
|      | Bang O                                   |                                                                                      |
|      | Bang Pho                                 |                                                                                      |
|      | Tao Poon                                 | Ligne violette                                                                       |
|      | Bang Sue                                 | Ligne rouge clair Ligne rouge fonce Trains longue distance (Gare Krung Thep Aphiwat) |
|      | Kamphaeng Phet                           |                                                                                      |
|      | Chatuchak Park                           | Ligne Sukhumvit (Station Mo Chit)                                                    |
|      | Phahon Yothin                            | Ligne Sukhumvit (Station Ha Yaek Lat Phrao)                                          |
|      | Lat Phrao                                | Ligne jaune                                                                          |
|      | Ratchadaphisek                           |                                                                                      |
|      | Sutthisan                                |                                                                                      |
|      | Huai Khwang                              |                                                                                      |
|      | Thailand Cultural Center                 | Ligne orange (en construction)                                                       |
|      | Phra Ram 9                               |                                                                                      |
|      | Phetchaburi                              | Airport Rail Link (station Makkasan) Trains longue distance (station Makkasan)       |
|      | Sukhumvit                                | Ligne Sukhumvit (Station Asok)                                                       |
|      | Queen Sirikit National Convention Center |                                                                                      |
|      | Khlong Toei                              |                                                                                      |
|      | Lumphini                                 |                                                                                      |
|      | Si Lom                                   | Ligne Silom (Station Sala Daeng)                                                     |
|      | Sam Yan                                  |                                                                                      |
|      | Hua Lamphong                             |                                                                                      |
|      | Wat Mangkon                              |                                                                                      |
|      | Sam Yot                                  | Ligne violette (en construction)                                                     |
|      | Sanam Chai                               |                                                                                      |
|      | Itsaraphap                               |                                                                                      |
| -L   | Tha Phra                                 | Ligne bleue (section nord)                                                           |
|      | Bang Phai                                |                                                                                      |
|      | Bang Wa                                  | Ligne Silom                                                                          |
|      | Phetkasem 48                             |                                                                                      |
|      | Phasi Charoen                            |                                                                                      |
|      | Bang Khae                                |                                                                                      |
|      | Lak Song                                 |                                                                                      |

### Ligne violette

La ligne violette du métro

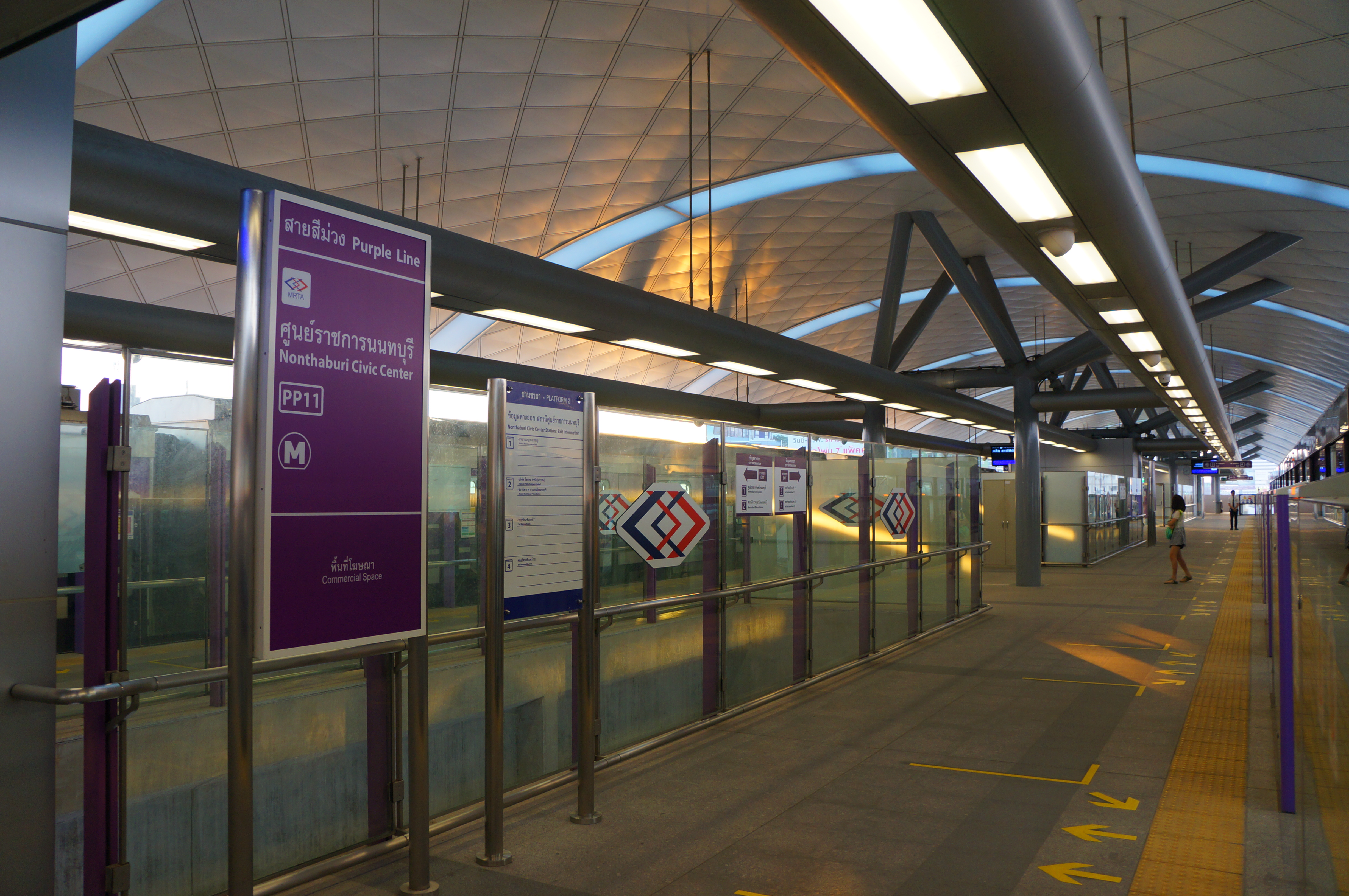
Station Nonthaburi Civic Center

#### Caractéristiques
La deuxième ligne de métro, la ligne violette, est inaugurée le 6 août 2016 entre Khlong Bang Phai et Tao Pun (Tao Poon), compte 16 stations et est longue de 23 km. La ligne est 100% aérienne, et les 21 trains de 3 voitures sont fournis par le constructeur japonais J-TREC.
Un système de signalisation CBTC (Bombardier Cityflo 650) équipe la ligne, permettant de garantir un intervalle minimal de 90 secondes entre chaque train.
La ligne est reliée à la ligne bleue à la station Tao Poon, et à la ligne suburbaine rouge clair à la station Bang Son. La ligne aura également une correspondance avec la ligne rose, à la station Nonthaburi Civic Center.

#### Prolongement
La ligne est en cours de prolongement : le nouveau bâtiment du parlement thaïlandais (Sappaya Sapasathan) sera ainsi desservi à l'issue des travaux, et le terminus se trouvera à Samut Prakan.

#### Exploitation
Tout comme la ligne bleue, la ligne est détenue par la MRTA et exploitée par BEM.

#### Stations
|                          | Klong Bang Phai               |                                                      |
|                          | Talad Bang Yai                |                                                      |
|                          | Sam Yaek Bang Yai             |                                                      |
|                          | Bang Phlu                     |                                                      |
|                          | Bang Rak Yai                  |                                                      |
|                          | Bang Rak Noi Tha It           |                                                      |
|                          | Sai Ma                        |                                                      |
|                          | Phra Nang Klao Bridge         |                                                      |
|                          | Yaek Nonthaburi 1             |                                                      |
|                          | Bang Krasor                   |                                                      |
|                          | Nonthaburi Civic Center       | Ligne rose (en construction)                         |
|                          | Ministry of Public Health     |                                                      |
|                          | Yaek Tiwanon                  |                                                      |
|                          | Wong Sawang                   |                                                      |
|                          | Bang Son                      | Ligne rouge clair Trains longue distance             |
|                          | Tao Poon                      | Ligne bleue                                          |
| Stations en construction |                               |                                                      |
| PP17                     | Parliament House              |                                                      |
| PP18                     | Sri Yan                       |                                                      |
| PP19                     | Vajira Hospital               |                                                      |
| PP20                     | National Library              |                                                      |
| PP21                     | Bang Khun Phrom               |                                                      |
| PP22                     | Democracy Monument            |                                                      |
| PP23                     | Sam Yot                       | Ligne bleue                                          |
| PP24                     | Memorial Bridge               | Ligne Gold (en projet)                               |
| PP25                     | Wong Wian Yai                 | Ligne Silom Ligne rouge fonce Trains longue distance |
| PP26                     | Somdech Phra Pinklao Hospital |                                                      |
| PP27                     | Dao Khanong                   |                                                      |
| PP28                     | Bang Pakaeo                   |                                                      |
| PP29                     | Bang Pakok                    |                                                      |
| PP30                     | Yaek Pracha Uthit             |                                                      |
| PP31                     | Rat Burana                    |                                                      |
| PP32                     | Phra Pradaeng                 |                                                      |
| PP33                     | Khru Nai                      |                                                      |

### Ligne jaune

#### Caractéristiques
La troisième ligne, la ligne jaune, est inaugurée le 19 juin 2023 entre Lat Phrao et Samrong. Il s'agit de la première ligne de monorail du réseau et compte 23 stations pour une longueur d'environ 30 km.
Cette ligne est équipée du matériel roulant Innovia Monorail d'Alstom et est automatisée grâce au système de pilotage Cityflo 650.

#### Exploitation
La ligne est exploitée par Eastern Bangkok Monorail, un consortium notamment composé de BTS Group, la société mère du concessionnaire des lignes BTS.
Tout comme les autres lignes du MRT, la MRTA en est le propriétaire.

#### Stations
| Code | Nom en anglais     | Correspondances                |
| ---- | ------------------ | ------------------------------ |
|      | Lat Phrao          | Ligne bleue                    |
|      | Phawana            |                                |
|      | Chok Chai 4        |                                |
|      | Lat Phrao 71       |                                |
|      | Lat Phrao 83       |                                |
|      | Mahat Thai         |                                |
|      | Lat Phrao 101      |                                |
|      | Bang Kapi          |                                |
|      | Yaek Lam Sali      | Ligne orange (en construction) |
|      | Si Kritha          |                                |
|      | Hua Mak            | Airport Rail Link              |
|      | Kalantan           |                                |
|      | Si Nut             |                                |
|      | Srinagarindra 38   |                                |
|      | Suan Luang Rama IX |                                |
|      | Si Udom            |                                |
|      | Si Iam             |                                |
|      | Si La Salle        |                                |
|      | Si Bearing         |                                |
|      | Si Dan             |                                |
|      | Si Thepha          |                                |
|      | Thipphawan         |                                |
|      | Samrong            | Ligne Sukhumvit                |

### Ligne rose

#### Caractéristiques
La ligne rose est une ligne de monorail qui compte 30 stations et est longue de 34,5 kilomètres. Elle connecte Nonthaburi au nord de Bangkok. Elle utilise une technologie identique à la ligne jaune : les trains sont issus de la game Innovia Monorail d'Alstom et l'automatisation de la ligne est permise grâce au système Cityflo 650.
L'ouverture de la ligne a eu lieu le 21 novembre 2023.

#### Prolongement
Un embranchement vers le quartier de Mueang Thong Thani est actuellement en construction,.

#### Exploitation
La ligne rose est opérée par Northern Bangkok Monorail, un consortium notamment composé de BTS Group.

#### Stations
|                            | Nonthaburi Civic Center      | Ligne violette                                           |
|                            | Khae Rai                     |                                                          |
|                            | Sanambin Nam                 |                                                          |
|                            | Samakkhi                     |                                                          |
|                            | Royal Irrigation Department  |                                                          |
|                            | Yaek Pak Kret                |                                                          |
|                            | Pak Kret Bypass              |                                                          |
|                            | Chaeng Watthana-Pak Kret 28  |                                                          |
|                            | Si Rat                       |                                                          |
|                            | Mueang Thong Thani           | Ligne rose (branche Mueang Thong Thani, en construction) |
|                            | Chaeng Watthana 14           |                                                          |
|                            | Government Complex           |                                                          |
|                            | National Telecom             |                                                          |
|                            | Lak Si                       | Ligne rouge fonce                                        |
|                            | Rajabhat Phranakhon          |                                                          |
|                            | Wat Phra Sri Mahathat        | Ligne Sukhumvit                                          |
|                            | Ram Inthra 3                 |                                                          |
|                            | Lat Pla Khao                 |                                                          |
|                            | Ram Inthra Kor Mor 4         |                                                          |
|                            | Maiyalap                     |                                                          |
|                            | Vacharaphol                  |                                                          |
|                            | Ram Inthra Kor Mor 6         |                                                          |
|                            | Khu Bon                      |                                                          |
|                            | Ram Inthra Kor Mor 9         |                                                          |
|                            | Outer Ring Road - Ram Inthra |                                                          |
|                            | Nopparat                     |                                                          |
|                            | Bang Chan                    |                                                          |
|                            | Setthabutbamphen             |                                                          |
|                            | Min Buri Market              |                                                          |
|                            | Min Buri                     | Ligne orange (en construction)                           |
| Branche Mueang Thong Thani |                              |                                                          |
|                            | Mueang Thong Thani           | Ligne rose (principale)                                  |
| MT01                       | Impact Mueang Thong Thani    |                                                          |
| MT02                       | Lake Mueang Thong Thani      |                                                          |

### Ligne orange

#### Caractéristiques
En cours de construction, la ligne orange sera longue de 35.9 km et reliera Bang Khun Non à Min Buri, en passant par Thailand Cultural Center. La ligne est divisée en deux portions. La portion Min Buri - Thailand Cultural Center devrait ouvrir en 2025, alors que le reste de la ligne devrait ouvrir en 2027.
Le concessionnaire de la ligne sera Bangkok Expressway and Metro, exploitant des lignes bleue et violette.
En mars 2023, les travaux de génie civil sur la partie est étaient finalisés à 98.8%.
Le matériel roulant est commandé en décembre 2024 à Siemens. Il s'agira de 32 trains similaires à ceux de la ligne bleue (EMU-BLE). 21 trains supplementaires sont également commandés pour la ligne bleue.

#### Stations
| Code                                                               | Nom en anglais | Correspondances |
| ------------------------------------------------------------------ | -------------- | --------------- |
| Bang Khun Non - Thailand Cultural Centre (appel d'offres attribue) |                |                 |
| OR1                                                                |                |                 |
| OR2                                                                |                |                 |
| OR3                                                                |                |                 |
| OR4                                                                |                |                 |
| OR5                                                                |                |                 |
| OR6                                                                |                |                 |
| OR7                                                                |                |                 |
| OR8                                                                |                |                 |
| OR9                                                                |                |                 |
| OR10                                                               |                |                 |
| OR11                                                               |                |                 |
| OR12                                                               |                |                 |
| OR13                                                               |                |                 |
| Thailand Cultural Centre - Suwinthawong: 22.5 km (en construction) |                |                 |
| OR14                                                               |                |                 |
| OR15                                                               |                |                 |
| OR16                                                               |                |                 |
| OR17                                                               |                |                 |
| OR18                                                               |                |                 |
| OR19                                                               |                |                 |
| OR20                                                               |                |                 |
| OR21                                                               |                |                 |
| OR22                                                               |                |                 |
| OR23                                                               |                |                 |
| OR24                                                               |                |                 |
| OR25                                                               |                |                 |
| OR26                                                               |                |                 |
| OR27                                                               |                |                 |
| OR28                                                               |                |                 |
| OR29                                                               |                |                 |

## Matériel roulant
| Nom                  | Constructeur | Mise en service | Nombre de rame                | Nombre de voitures par rame | Type     | Conduite    | Lignes | Photos |
| -------------------- | ------------ | --------------- | ----------------------------- | --------------------------- | -------- | ----------- | ------ | ------ |
| EMU-IBL              | Siemens      | 2004            | 19                            | 3                           | Métro    | Conducteur  |        |        |
| EMU-IBL              | Siemens      | 2004            | 19                            | 3                           | Métro    | Conducteur  |        |        |
| Sustina S24-EMU      | J-TREC       | 2016            | 21                            | 3                           | Métro    | Conducteur  |        |        |
| Sustina S24-EMU      | J-TREC       | 2016            | 21                            | 3                           | Métro    | Conducteur  |        |        |
| EMU-BLE              | Siemens      | 2019            | 35                            | 3                           | Métro    | Conducteur  |        |        |
| EMU-BLE              | Siemens      | 2019            | 35                            | 3                           | Métro    | Conducteur  |        |        |
| Innovia Monorail 300 | Alstom       | 2023            | 72 : - 30 (jaune) - 42 (rose) | 4                           | Monorail | Automatique |        |        |
| Innovia Monorail 300 | Alstom       | 2023            | 72 : - 30 (jaune) - 42 (rose) | 4                           | Monorail | Automatique |        |        |

## Tarification
Après une période promotionnelle à tarif réduit (les Thaïs ayant une certaine appréhension à descendre sous-terre[réf. souhaitée]), le système de tarification à la station est mis en place. Un jeton magnétisé en plastique noir sert de titre de transport, il est rendu à la sortie.
Il existe également des cartes magnétiques rechargeables, utiles pour les usagers fréquents.
Des tarifs préférentiels sont disponibles pour les étudiants, enfants, et personnes âgées.
Depuis début 2022, il est possible de payer directement au portillon d'accès en utilisant une carte de crédit sans contact.
La ligne jaune accepte quant à elle la carte Rabbit, utilisable également sur le réseau BTS.

## Galerie de photographies

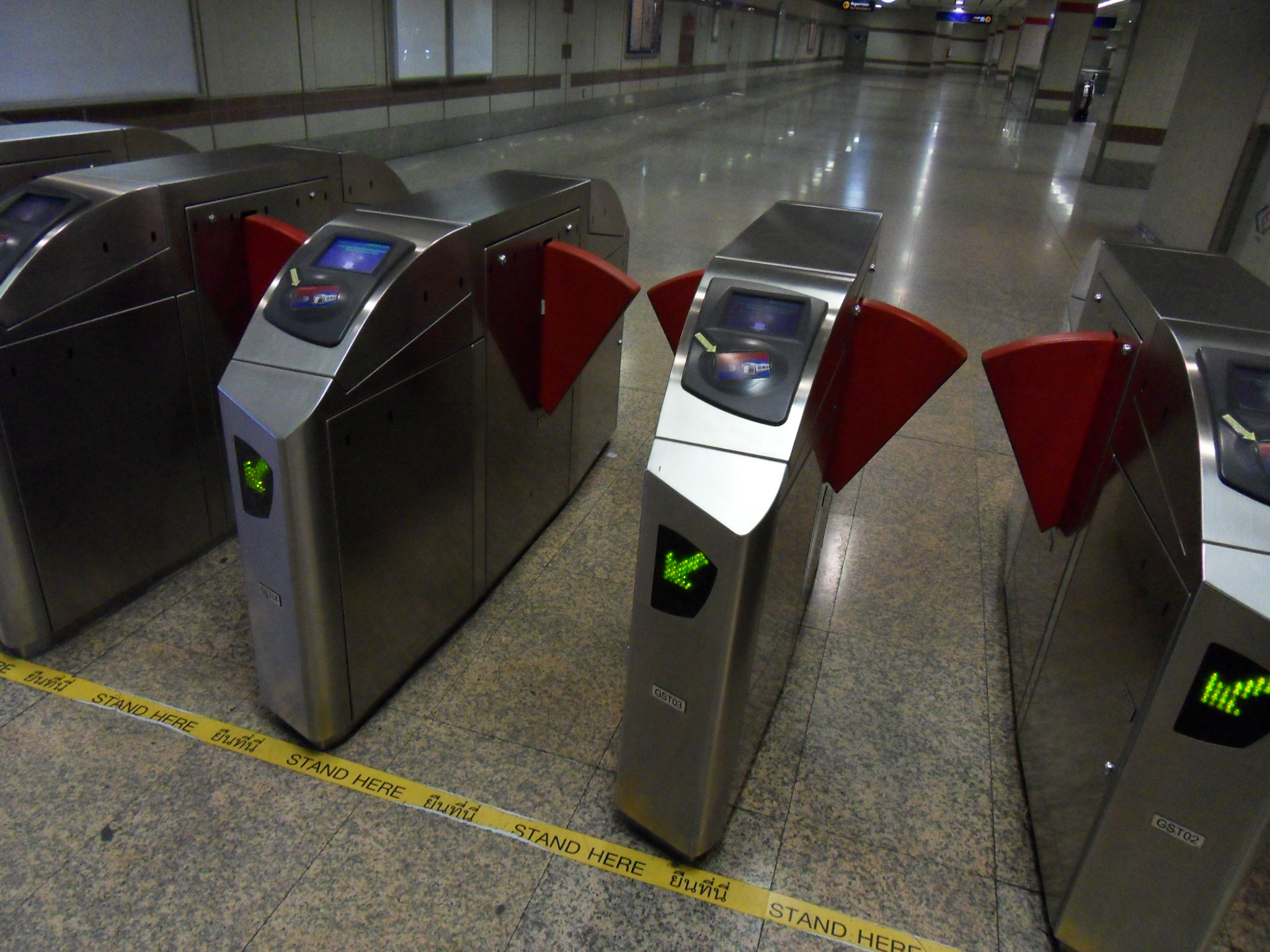
Barrière d'accès
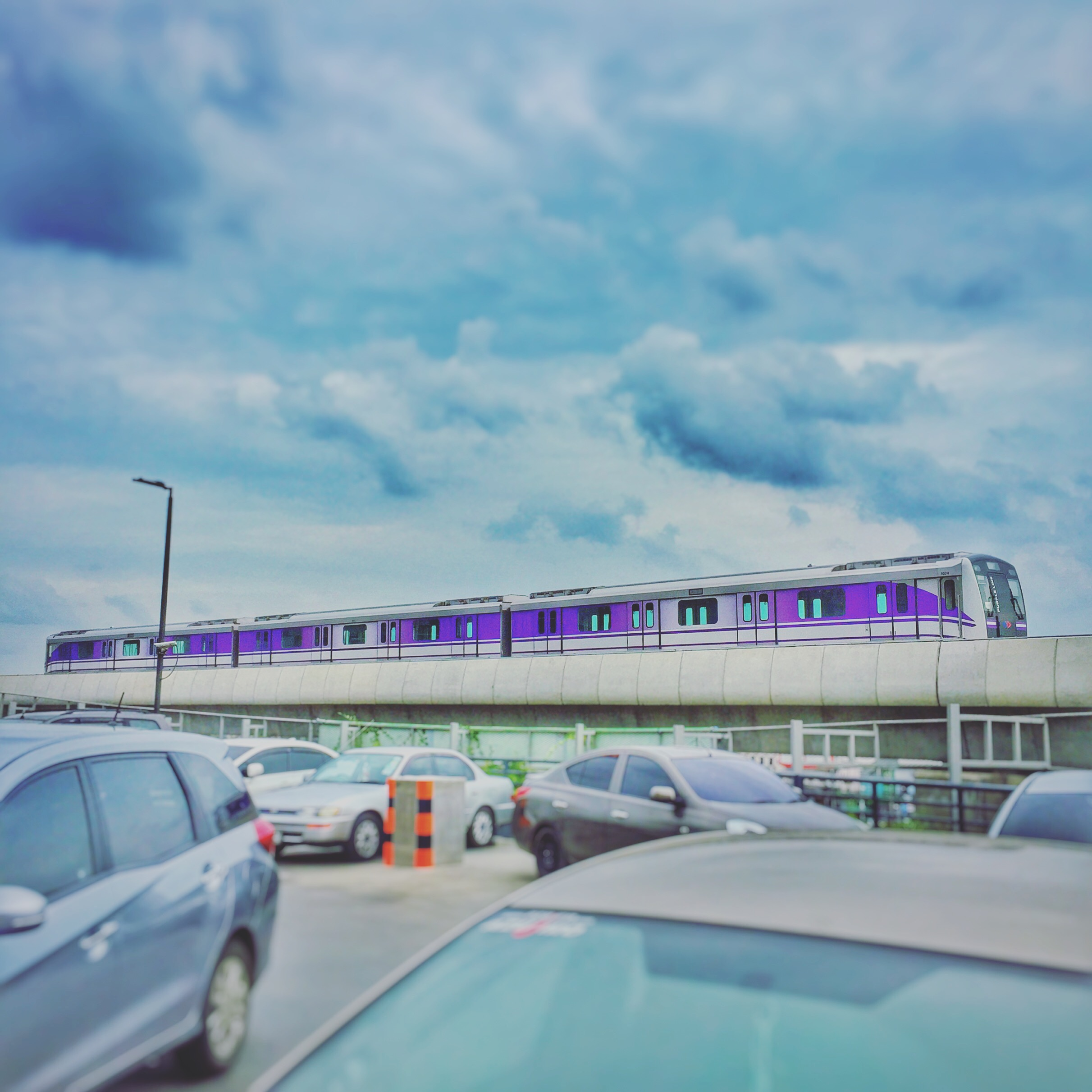
Ligne violette à proximité du centre commercial Central Westgate
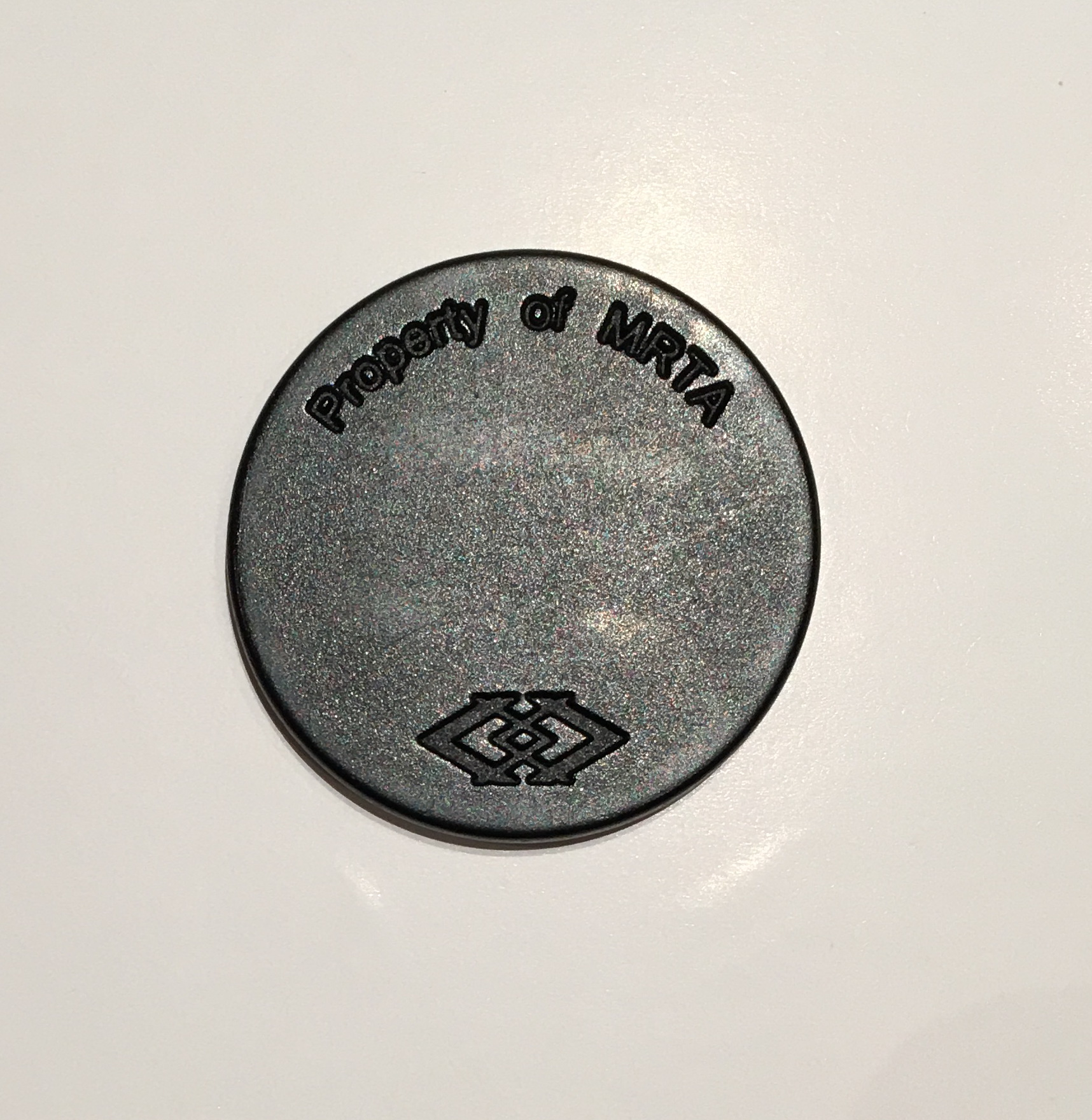
Jeton faisant office de titre de transport
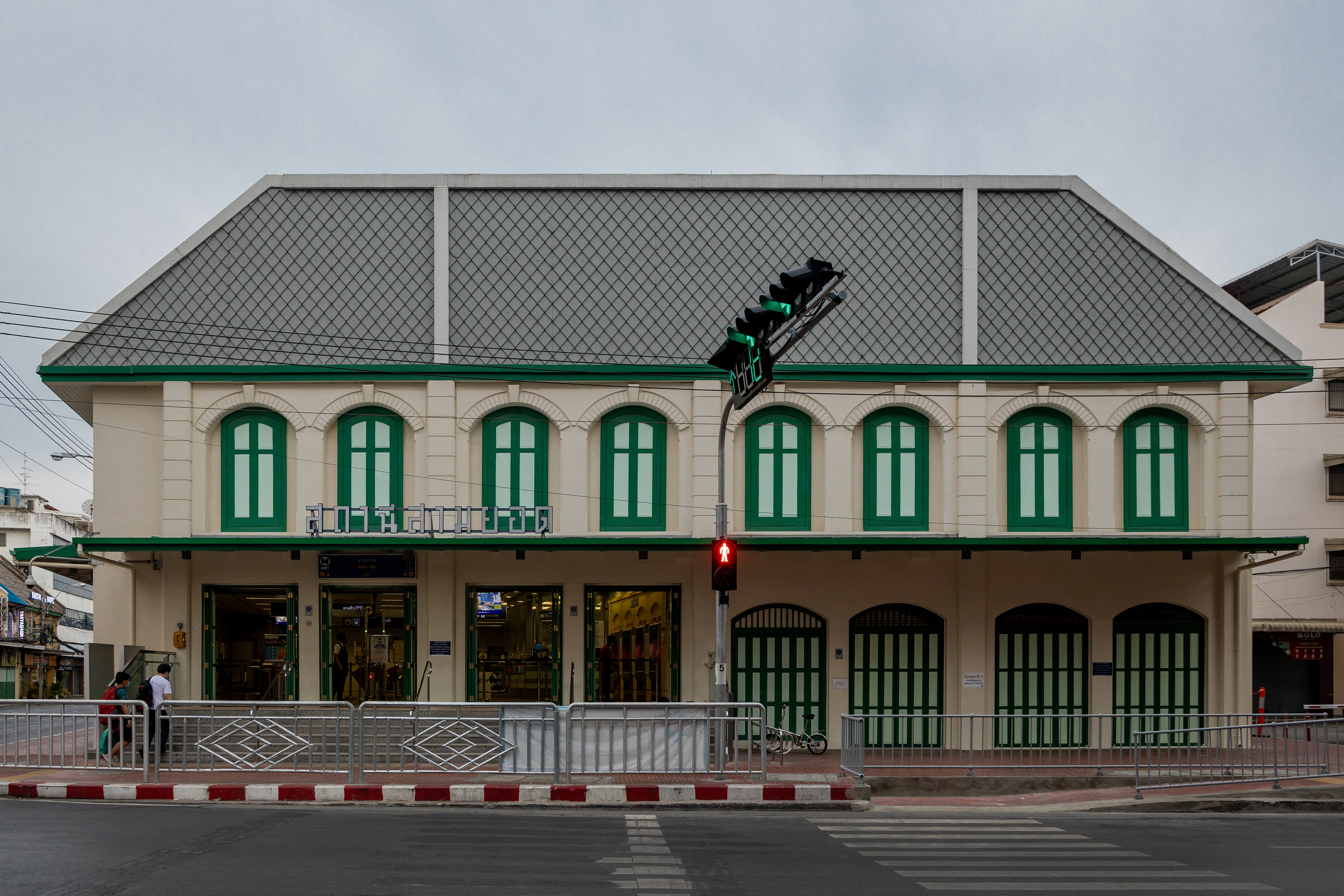
Entrée de la station Sam Yot, en style sino-portugais
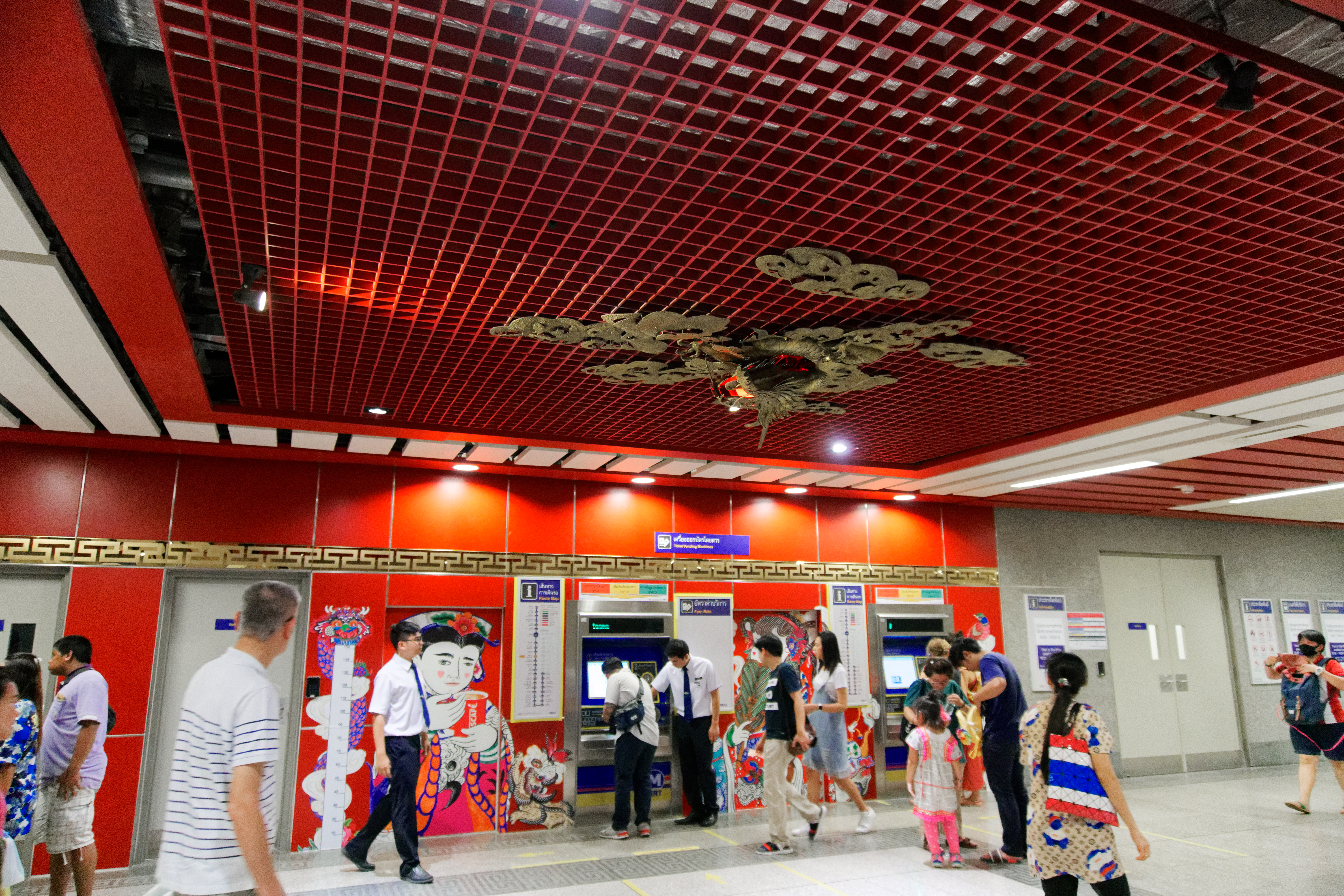
Station Wat Mangkon, a proximité de Chinatown
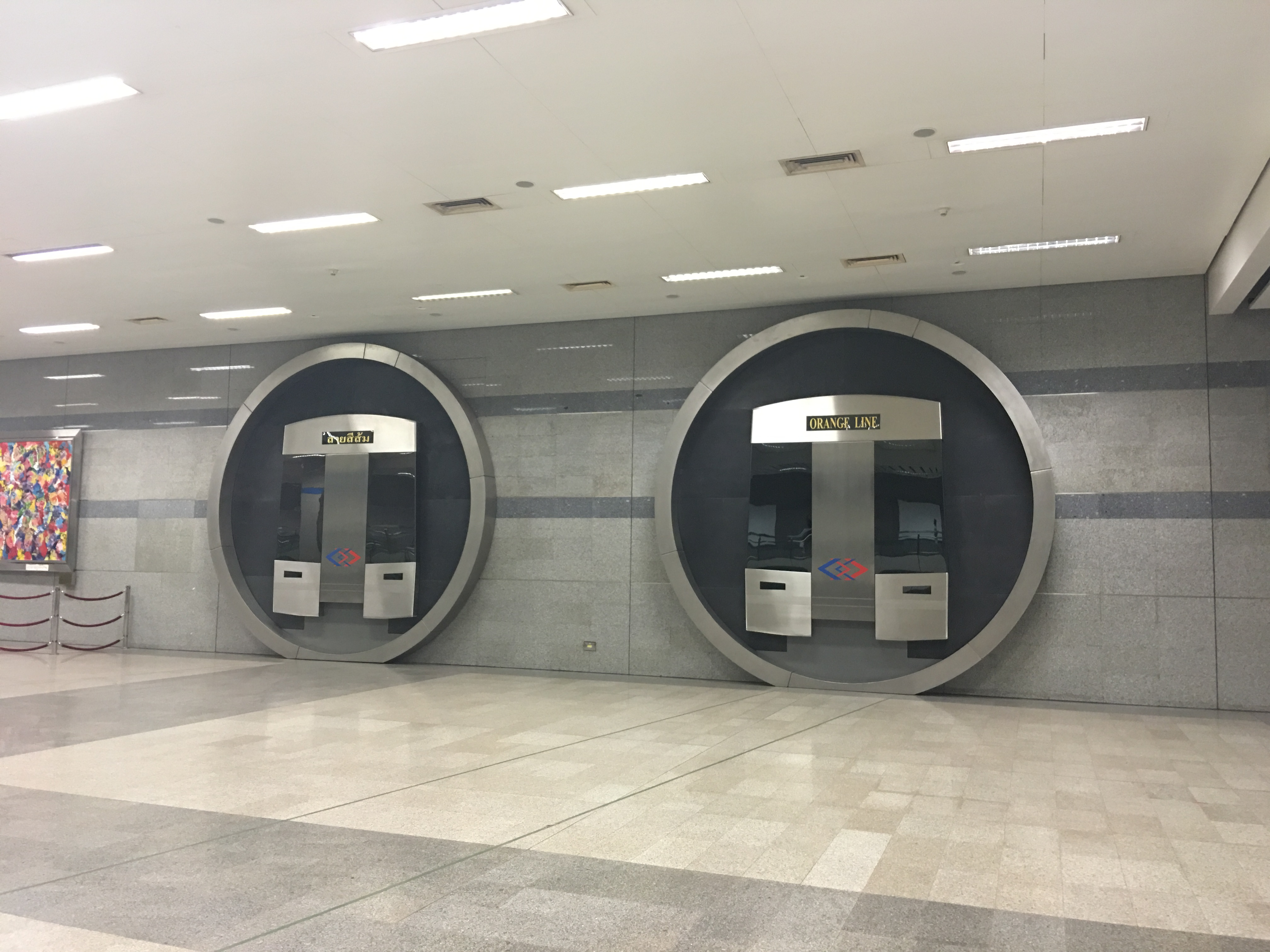
Futur emplacement de la ligne orange à la station Thailand Cultural Center

## Culture
Le film fantastique Garuda (avril 2004) traduit l'appréhension des Thaïs face au monde souterrain ; et il montre aussi la foreuse qui a creusé les tunnels, une rame, une station et des couloirs du métro souterrain de Bangkok trois mois avant son ouverture au public en juillet 2004.